# St. Georg (Saworytschi)

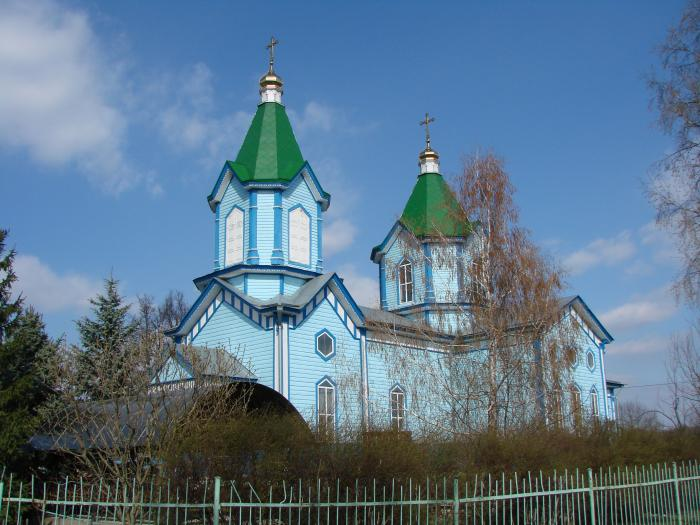
Kirche St. Georg von Südwesten

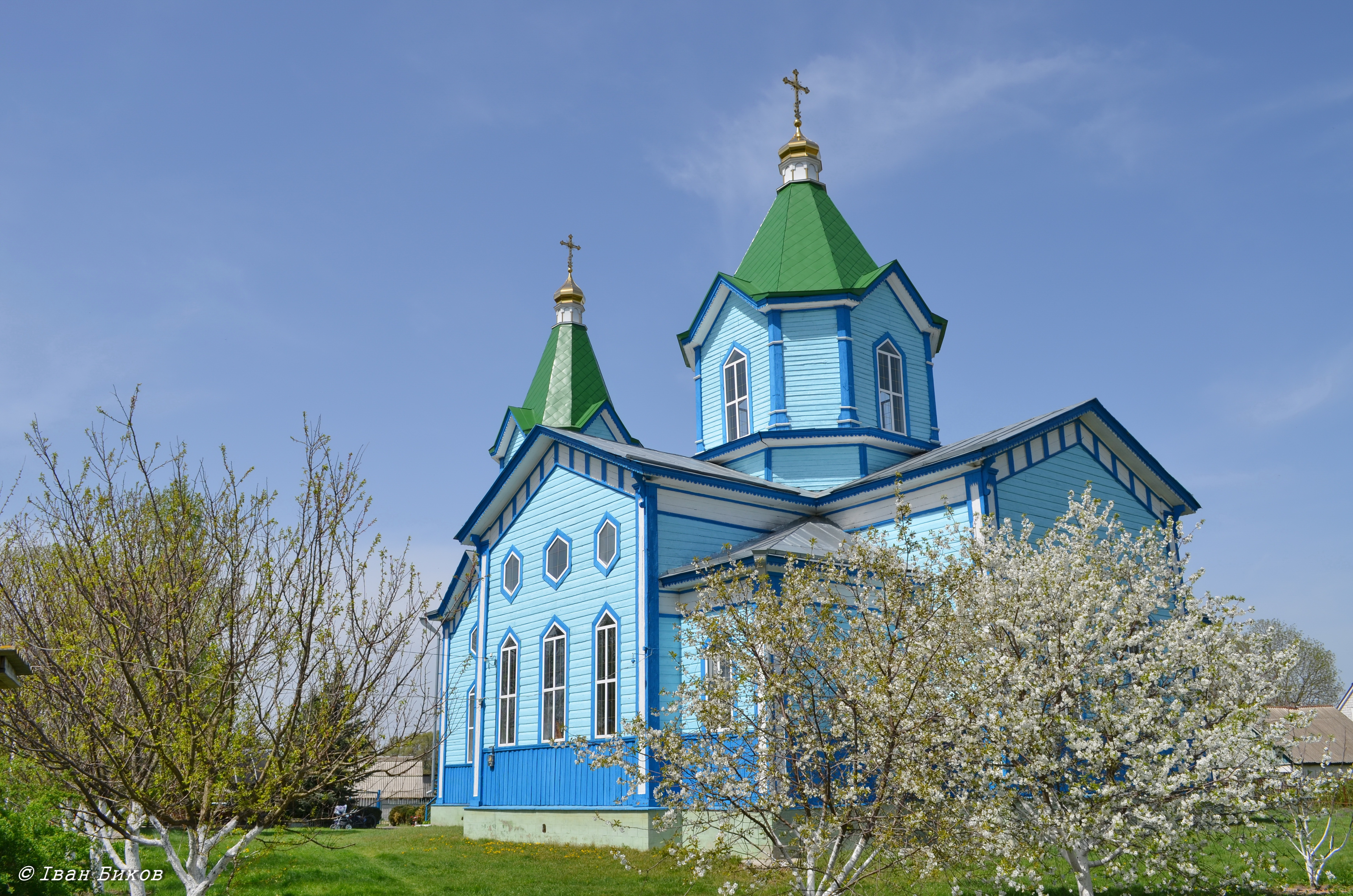
Kirche St. Georg von Südosten

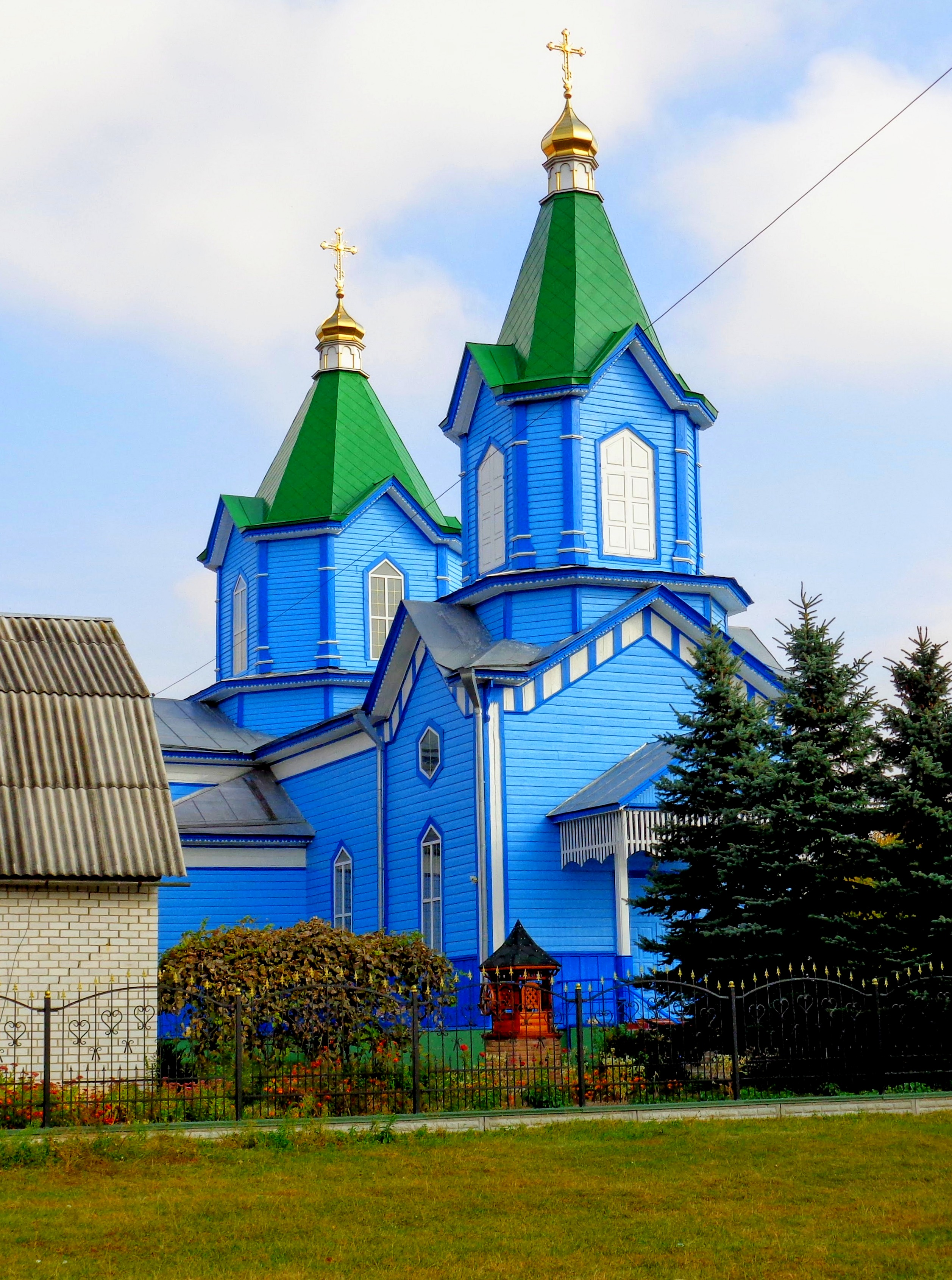
Kirche St. Georg von Nordwesten

Die Kirche St. Georg (ukrainisch Свято-Георгіївський храм, auch Георгіївська церква) in Saworytschi war eine historische Holzkirche im ukrainischen Rajon Browary. Sie gehörte zur Eparchie Boryspil der Ukrainisch-Orthodoxen Kirche Moskauer Patriarchats und wurde im März 2022 zerstört.

## Geschichte
Die Dorfkirchen im Oblast Kiew wurden im 19. Jahrhundert häufiger aus Holz errichtet. Zu diesen Holzkirchen zählte auch die Kirche St. Georg in Saworytschi, die im Jahr 1873 erbaut wurde. Die Vorgängerkirche aus dem Jahr 1665, die der heiligen Barbara geweiht und ebenfalls eine Holzkirche gewesen war, wurde im Jahr 1935 im Rahmen der antireligiösen Politik der Sowjetunion abgebaut. Gleichzeitig wurde die Georgskirche geschlossen und zum Getreidespeicher profaniert. Diese Nutzung endete zwar nach dem Zweiten Weltkrieg, aber Gottesdienste fanden dort zunächst dennoch nicht statt.
Erst im Jahr 1968 konnte die Kirche wieder für Gottesdienste geöffnet werden. Das linke Seitenschiff wurde abgetrennt und in Erinnerung an die alte Kirche als Kapelle der heiligen Barbara geweiht. Zudem wurden neue Ikonostasen installiert und die alte Bemalung ersetzt, so dass nur zwei Deckenfresken, die Jungfrau Maria bzw. Petrus darstellend, erhalten blieben. Eine weitere Sanierung begann im Jahr 1998, bei der das Fundament und das Dach restauriert wurden. Das Petrus-Fresko wurde 2007 saniert, die Barbarakapelle 2008 zur Winterkirche modernisiert. Im Jahr 2008 errichtete man zudem die linke Ikonostase. Die Kuppel wurde 2010 rekonstruiert, die Gemälde wurden 2012 restauriert.
Am 7. März 2022 wurden Saworytschi im Rahmen der Schlacht um Kiew durch russische Artillerie beschossen, wobei die Kirche getroffen und in Brand gesteckt wurde. Das Gotteshaus brannte komplett nieder. Laut Augenzeugen wurde eine Granate gezielt auf die Kuppel gerichtet. Zudem wurde der Zaun mit einem Maschinengewehr beschossen.
Die Kirche stand erst seit kurzem unter Denkmalschutz. Sie galt als legendär, da sie im Zweiten Weltkrieg wie durch ein Wunder der Vernichtung entkommen sei, da 1941 ein deutscher Soldat versucht habe, sie anzuzünden.
Nach dem Abzug der russischen Truppen wurde Mitte April 2022 eine Notkirche aus Holz errichtet.

## Baubeschreibung
Die Dorfkirche entsprach einem mehrfach verwendeten, aber in den Details unterschiedlichen Bautyp mit Glockenturm und Kuppel. Der Glockenturm hatte ein ähnlich auskragendes Dach wie bei der Himmelfahrtskirche in Lukjaniwka, war wie dieser achteckig, allerdings waren hier vier Seiten breit und vier Seiten schmal gebaut, wobei an den breiten Seiten Fenster angedeutet wurden.
Bei der ebenfalls achteckigen Kuppel, die auf der Vierung saß, wählte man eine sehr ähnliche Gestalt wie beim Glockenturm, so dass diese wie ein zweiter Turm wirkt. Die Kuppel besaß vier Fenster, zudem waren die Proportionen der acht Seiten hier weniger stark voneinander abweichend gestaltet. Bei Kuppel und Turm wurden die acht Ecken zusätzlich mit blauen Säulen betont. 
Unterhalb des Glockenturmes befanden sich auskragende Giebel, die an klassizistische Dreiecksgiebel angelehnt waren, und unter denen eine zusätzliche Betonung durch blau-weiße Bemalung erfolgte. Vor dem Westeingang befand sich ein Portikus mit Dreiecksgiebel. Die Fenster waren keinem Stil klar zuzuordnen, sondern hatten eine dreieckigen Abschluss nach oben, an den Querschiffen nach oben und unten.